# Tha lực
Bài này viết về một khái niệm trong Phật giáo xin đọc thêm Tha lực (định hướng)
Tha lực (zh. tālì 他力, ja. tariki) có nghĩa là lực từ bên ngoài, lực của người khác. Nhưng với nghĩa hẹp trong Phật giáo, Tha lực là Phật lực của Phật A-di-đà (theo 48 đại nguyện của ngài khi còn là Bồ Tát tên Pháp Tạng). Vào thời Mạt pháp - chúng ta đang sống thời kỳ đầu của thời mạt pháp kéo dài 10.000 năm - căn cơ của chúng sinh yếu kém nên khó lòng theo các phương pháp tu khác để giải thoát khỏi vấn đề sinh tử. Hơn nữa kinh sách Phật dần dần mất hết trong giai đoạn cuối của thời kỳ này. Vào thời kỳ này, kinh nói rằng, chỉ câu Nam-mô A-di-đà Phật duy nhất cũng đủ sức đưa người tu tập khi lâm chung về cõi Cực Lạc của Phật A-di-đà.
Đối nghĩa với Tha lực là Tự lực (zh. 自力), chỉ cơ duyên Phật Thích-ca Mâu-ni thiền tuệ (thiền quán, thiền Vipassana, thiền Tứ Niệm Xứ) mà đạt giác ngộ. Nhiều bậc đại sư khác cũng thành đạo nhờ thiền định, như lịch sử Thiền tông cho thấy. Việt Nam cũng có nhiều vị Thiền sư nổi danh ngộ đạo do Thiền định, ví như các vị Thiền sư đời Lý Trần, vua Trần Nhân Tông.